# Amemet
Amemet (ou Amonet, Amonèt, Amenty, Amon-het), est une déesse du panthéon égyptien portant la couronne rouge. 
Elle est associée à Amon avec qui elle forme un des couples de l'ogdoade d'Hermopolis.
Elle fait partie des 42 assesseurs qui président au jugement de l'âme après la mort. Elle est appelée également « la dévoreuse des injustifiés » ou « l'avaleuse », celle qui engloutit les âmes corrompues durant leur vie terrestre.
Elle est représentée avec l'arrière d'un hippopotame, l'avant d'un lion et la tête d'un crocodile,,.

## Histoire
À partir de la XIIe dynastie, Amemet, tout comme la déesse de Thèbes Ouseret, est remplacée par Mout en tant que compagne d'Amon à la suite de la réunification de l'Égypte entreprise par Montouhotep II et à l'évolution du culte. Son importance reste néanmoins grande à Thèbes où Amon est vénéré. Là-bas, elle est considérée comme la protectrice du pharaon, jouant un rôle important dans les rituels du sacre (khaj-nisut) et la fête-Sed (heb-sed). Dans le sanctuaire de Thoutmôsis III, à Thèbes, Amemet est représentée en compagnie de Min, dieu de la fertilité et de la reproduction en train de guider un nombre de divinités invitées à la célébration de l'anniversaire du pharaon. Malgré une position stable de déesse locale d'une des principales villes d'Égypte, le culte d'Amemet s'est très peu étendu en dehors de la région de Thèbes. À Karnak, où le culte à Amon est le centre de tout, des prêtres sont dédiés au service d'Amemet. Elle y est représentée sous les traits d'une femme portant la Decheret, couronne rouge portée par les pharaons de Basse-Égypte comme on peut le voir sur la statue monumentale érigée à Karnak sous le règne de Toutânkhamon.
Dans certains documents tardifs provenant de Karnak, Amemet est fusionnée avec Neith, bien qu'elle demeure une divinité à part entière jusqu'au royaume ptolémaïque (323 - 30 av. J.-C.). Son image est gravée sur le mur extérieur d'Akh-menu, le sanctuaire de Thoutmôsis III à Karnak alors qu'elle est en train d'allaiter Philippe III de Macédoine (323 - 317 av. J.-C.) qui apparaît, immédiatement après son intronisation, comme un enfant divin.

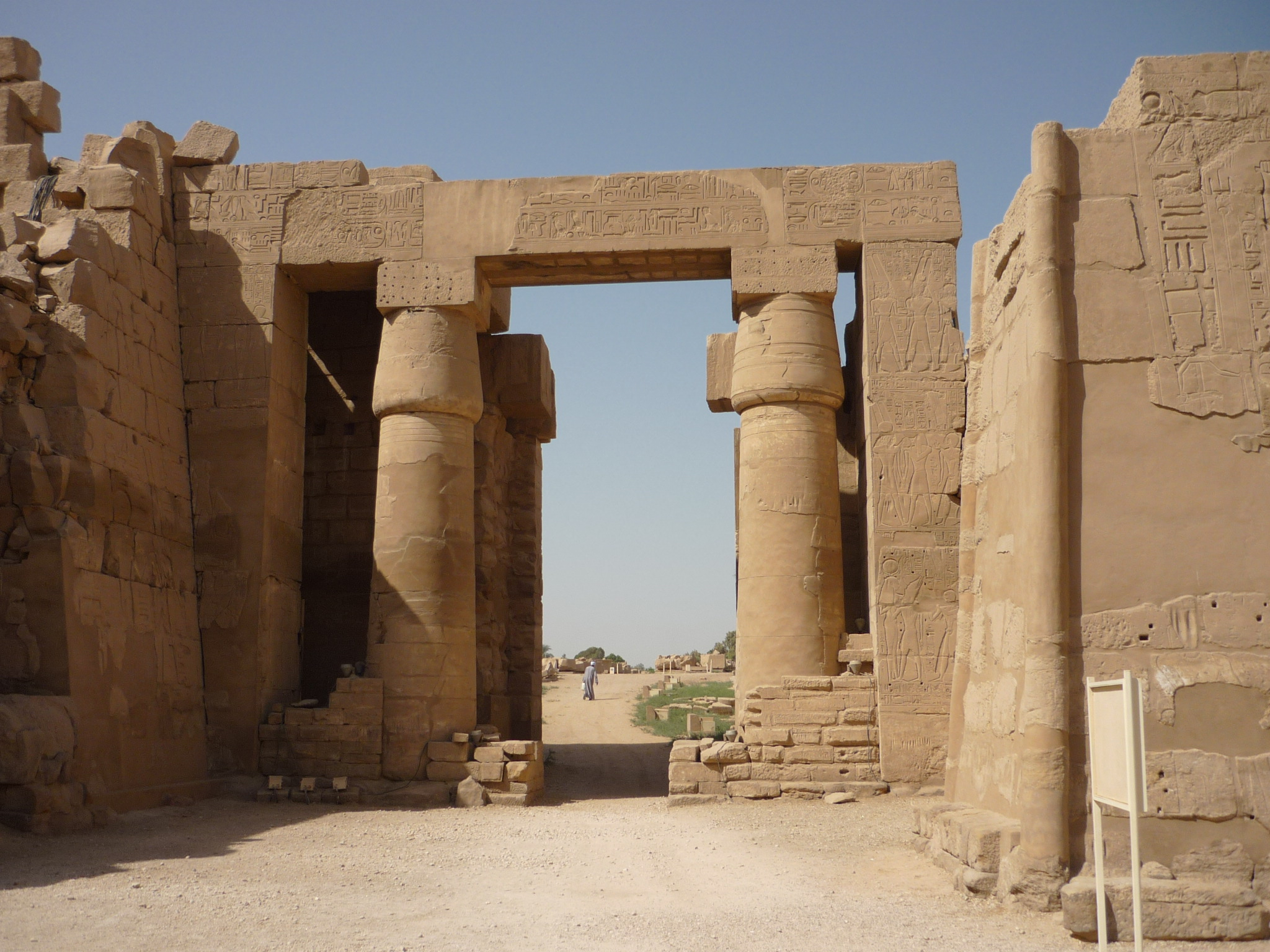
Temple d'Amon de Karnak, un des plus importants lieux de culte dédié à Amemet.